# 자문
자문(諮問)은 어떠한 일에 대해 전문가에게 조언을 받는 것이다. 전문가들이 이에 대해 조언을 하는 것을 컨설팅(영어: consulting)이라고 한다.

## 어원
컨설턴트는 '신중히 논의하여 결정하다'는 뜻의 라틴어인 consultare에서 유래하였다.

## 대한민국에서의 컨설턴트
개발사업을 수행하기 위하여 초빙한 전문성이 있는 기술자를 일컬었다. 주로 세계은행이나 아시아개발은행 등에서 차관을 받아 시행하는 개발도상국의 사업에는 전문가를 초빙하여 조사, 설계, 공사감독 등을 시행하는데 자문을 하도록 의무화하고 있다. 대한민국은 1970년대 초에는 외국 기술전문가의 자문을 받았으나, 1970년대 후반부터는 자문을 하고 있다. 기술원조나 협력을 위해 외국으로 파견되는 전문가도 여기에 해당된다.
1990년대 이후 외국계 경영 컨설팅 전문회사의 유입 및 전문직 인구의 증가로 인하여 보다 다양한 컨설턴트들이 활동하기 시작하였다.